# Aniba

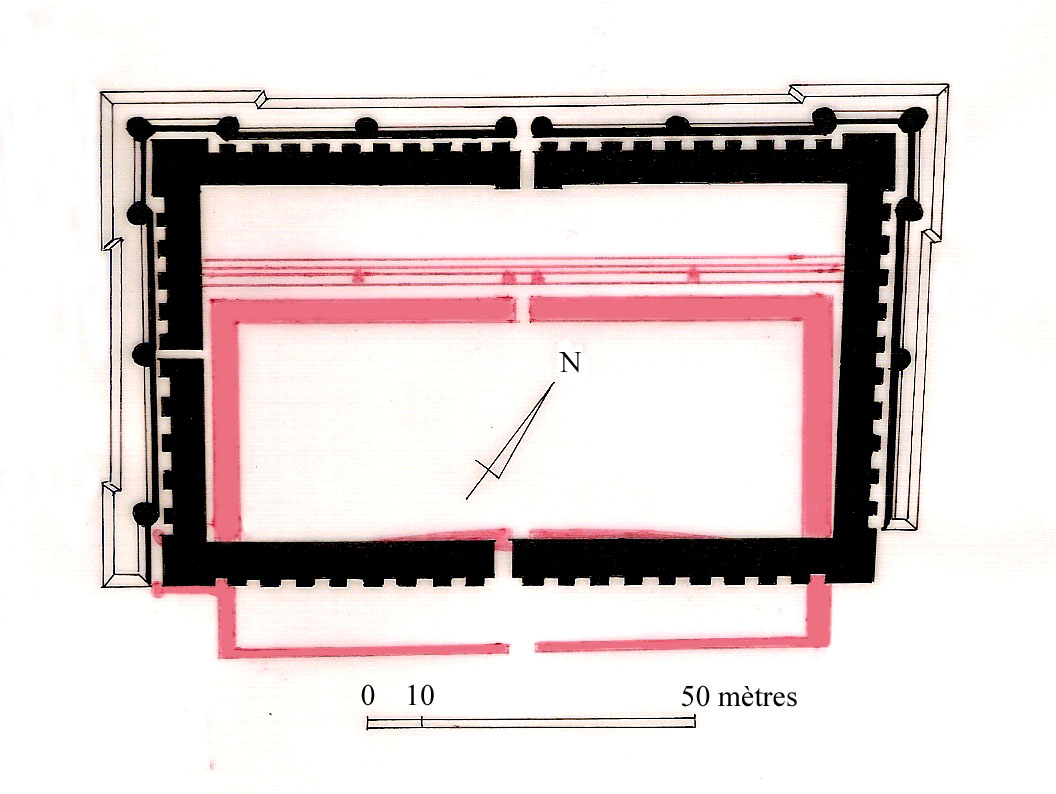
Plànol de la fortalesa.

Aniba, coneguda com l'Antic Miam, fou una fortalesa egípcia a Núbia que fou de les primeres que es va construir vers el 1900 aC i és fins i tot una mica anterior a Buhen al nord de la qual està situada. És anterior al cinquè any de regnat de Senusret I, quan ja Buhen existia. Fou evacuada vers el 1700 o 1650 aC.
És un emplaçament d'un assentament i una necròpolis de la Baixa Núbia que fou fundada com a fortalesa egípcia durant el Regne Mitjà (2055 – 1650 aC). Aniba es va convertir en el centre administratiu d'Uauat, altrament dit Wawat. El lloc va ser parcialment excavat durant la dècada del 1930, però un cop finalitzada la resclosa d'Assuan el 1971, Miam va quedar submergida sota el llac Nasser. En la fortificació hi havia restes de cases i magatzems del regnat de Tuthmosis III durant la dinastia XVIII. La necròpolis comprenia un grup de tombes rupestres; l'única que va quedar salvada de les aigües del llac Nasser va ser la de Penniut, de la dinastia XX.

## Situació geogràfica

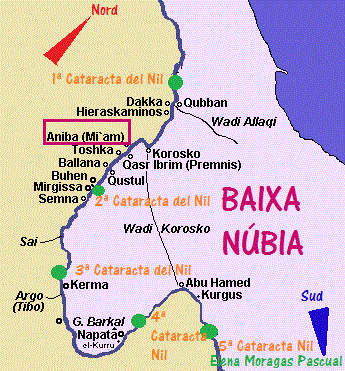
El mapa mostra a Aniba, l'antic Miam.

Aniba està situat entre la primera i la segona cascada del Nil, a 230 km al sud del Sudan i 110 km al nord de les cataractes del riu. Confronta amb Tosha (al sud), Korosko (al nord) i Qasr Ibrim (a l'oest), que es troba al marge oposat del llac Nasser, per on passa el Nil.

## Funcionalitat de la fortalesa
Era una fortificació que estava dedicada al rei Horus i a la seva adoració, que es va crear per defensar la frontera meridional i controlar les rutes comercials que passaven pel Nil. També feia la funció de cementiri. De les seves restes només s'ha trobat la tomba de Penniut.

## Tomba de Penniut a Aniba
Penniut, anomenat "el de la ciutat", va ser l'única tomba de l'Antic Miam que actualment no està submergida sota les aigües del llac Nasser i que va ser rescatada per la UNESCO. La resta de la necròpolis va quedar submergida, però es podria haver evitat si haguessin intentat rescatar tot el valor arqueològic abans que quedés inundat.
A l'interior de la tomba, Penniut es troba representat amb la seva dona en actitud orant a prop de l'entrada. La decoració de la tomba inclou escenes en les que es representa el judici de les ànimes i homenatges de Penniut a diferents divinitats. També hi ha un text on s'exalta la donació dels territoris per al servei del culte de les tres estàtues reials de la ciutat de Miam.

## Heqanefer

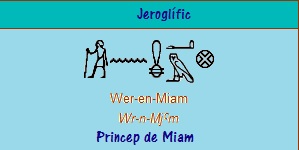
Jeroglífic que significa "príncep de Miam".

Heqanefer va ser el senyor de l'Antic Miam, actualment bona part inundat pel llac Nasser. Està representat amb la transliteració “Wr-n-Mjˁm” que significa príncep de Miam.
La percepció del tribut del príncep nubià de Miam està representada en la tomba tebana d'Huy, virrei en l'època de Tutankamon (TT40). En un dels murs de la tomba d'Huy es mostra a Heqanefer, príncep de Miam (Aniba). G. Magi i P. Fabri assenyalen que Miam va ser un centre important del que quedava d'una fortificació del Regne Mitjà.

## El grup C a Aniba
La necròpolis anomenada del grup C el constituïen persones que van viure a la Baixa Núbia; entre les poblacions es troba la de l'Antic Miam (Aniba) des del 2200 fins al 1500 aC. Segons creuen Katheryn A. i Bard, S., els arqueòlegs han establert que l'ocupació del grup C va començar als volts de la dinastia VI a Egipte i va continuar fins a la dinastia XVIII, i constitueixen una part de la història de la Baixa Núbia on pertany l'Antic Miam (Aniba). Ian Shawn i P. Nicholson diuen que el grup C a Aniba i la fortificació es coneixen des del Regne Mitjà.

## Capelles del Regne Nou a Aniba

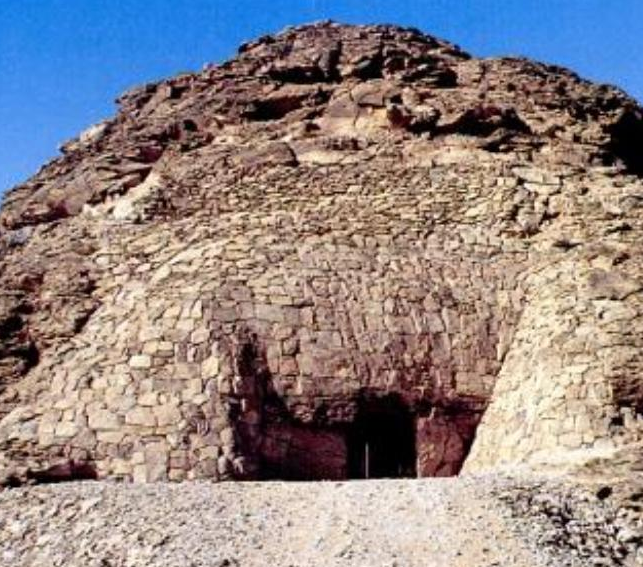
Entrada principal a la tomba de Penniut, l'única que es va salvar a la dianstia XX.

Les capelles del Regne Nou d'Aniba a Núbia estan dividides en dos grups:
- Les tombes primerenques de la dinastia XVIII, que van ser construïdes amb la forma de cases abovedades.
- Les tombres ramesides de les dinasties XIX i XX, que van prendre forma de piràmides.

En aquest segon grup, molts dels recintes de culte estan revestits com les pedres de les piràmides amb la cúspide de la forma antiga. Dues d'aquestes representacions d'una tomba típica a Aniba es poden trobar a la tomba de Pennut, una d'elles a la part est i l'altra al mur situat al nord de la capella. Aquestes dues representacions mostren moltes similituds amb les representacions contemporànies de la necròpolis tebana.